# Haldorus scissis
Haldorus scissis är en insektsart som beskrevs av Cheng 1980. Haldorus scissis ingår i släktet Haldorus och familjen dvärgstritar. Inga underarter finns listade i Catalogue of Life.